# One on One: Dr. J vs. Larry Bird
One on One: Dr. J vs. Larry Bird é um jogo eletrônico de basquete lançado em 1983. O jogo foi desenvolvido e distribuido pela Electronic Arts (EA), e sua versão europeia foi lançada pela Ariolasoft.

## Jogabilidade
Neste jogo, o jogador pode assumir a função de um dos famosos jogadores de basquete Julius Erving e Larry Bird dentro de uma partida de um-contra-um, ou seja, um jogador contra o computador. No modo ofensivo, o jogador poderia girar ou lançar, e no modo de defesa, o jogador pode bloquear ou pegar a bola, com toda a agressividade penalizada por falta. Ao dar uma enterrada, o jogador pode quebrar o plástico acrílico do encosto da cesta, forçando o faxineiro a varrer os pedaços do plástico, e enfim, cancelando a partida do jogo.

## Conversões e Continuações
Em 1987, o jogo foi convertido para Atari 7800 como "One-on-One Basketball". 

Em 1988, o jogo recebeu sua continuação em outras plataformas, como IBM PC, Commodore 64, Mega Drive/Genesis e NES, inovando nos gráficos mais realistas e na chance do jogador concorrer com o astro do basquete Michael Jordan.